# Motoelica

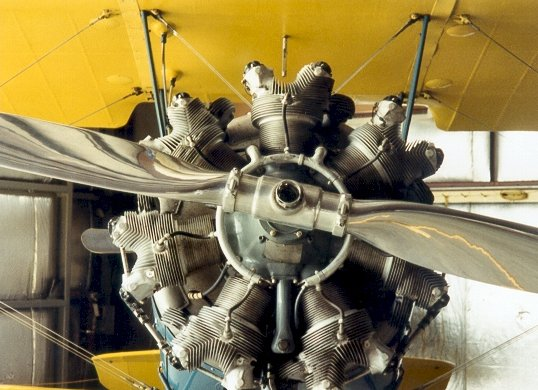
Motore motoelica di un biplano costituito da Motore radiale e elica aeronautica.

Motoelica è un motore aeronautico costituito da un'elica aeronautica azionata da un motore a combustione interna. Differisce dal motore aeronautico turboelica, in quanto quest'ultimo utilizza una turbina a gas per mettere in rotazione l'elica.
Sebbene ogni motore a combustione interna possa teoricamente essere utilizzato per mettere in rotazione un'elica aeronautica, le caratteristiche di rapporto peso/potenza e di affidabilità necessarie hanno fatto propendere nel tempo per un limitato numero di tipi di motori. Tipicamente:
- motori in linea;
- motori rotativi;
- motori a V;
- motori radiali;
- Motori a cilindri contrapposti

nel tempo alimentati con diverse varietà di benzine e additivi, mentre modernamente si impiegano le più affidabili benzine avio (o Avgas), un combustibile aeronautico di qualità strettamente controllata e ad alto numero di ottano.
Vi sono esempi di motori motoelica che adottano motori Wankel, elettrici o alimentazioni Diesel o energia solare. 